# André du Ryer
Pour les articles homonymes, voir Ryer.
André du Ryer, sieur de La Garde-Malezair, né à Marcigny en Bourgogne vers 1580 et mort en 1660 ou 1672, est un orientaliste français.

## Biographie
Il est le fils de Christophe du Ryer, lieutenant des Basses marches du Bourbonnais et maître des requêtes de Catherine de Médicis,  et de Jeanne Michelet.
Du Ryer est agent diplomatique à Constantinople et consul de France à Alexandrie en Égypte.
En 1630, il publie une Grammaire turque, en latin. En 1634, il traduit en français Gulistan ou l'Empire des roses, du poète perse Saadi. En 1647, il publie L'Alcoran de Mahomet, première traduction intégrale du Coran en langue vernaculaire européenne. Le livre est interdit par le conseil de Conscience sous la pression d'un de ses membres, Vincent de Paul. Cette censure n'empêche pas sa diffusion. Du Ryer laisse en manuscrit un Dictionnaire turc-latin.
Il devient secrétaire interprète du roi Louis XIII pour les langues orientales après son retour en France vers 1630. Louis XIII le charge d'une mission en Perse, pour reprendre les négociations avec le roi, afin d’obtenir l’accord de celui-ci concernant des échanges commerciaux entre la France et la Perse. Le sultan ottoman Murat IV, qui surveillait attentivement les relations franco-persanes, reçut solennellement André Du Ryer en 1632 et le retint à sa cour, pour le renvoyer ensuite à Paris avec une lettre amicale adressée au roi de France.
Selon les sources, il serait mort en 1660 ou 1672.

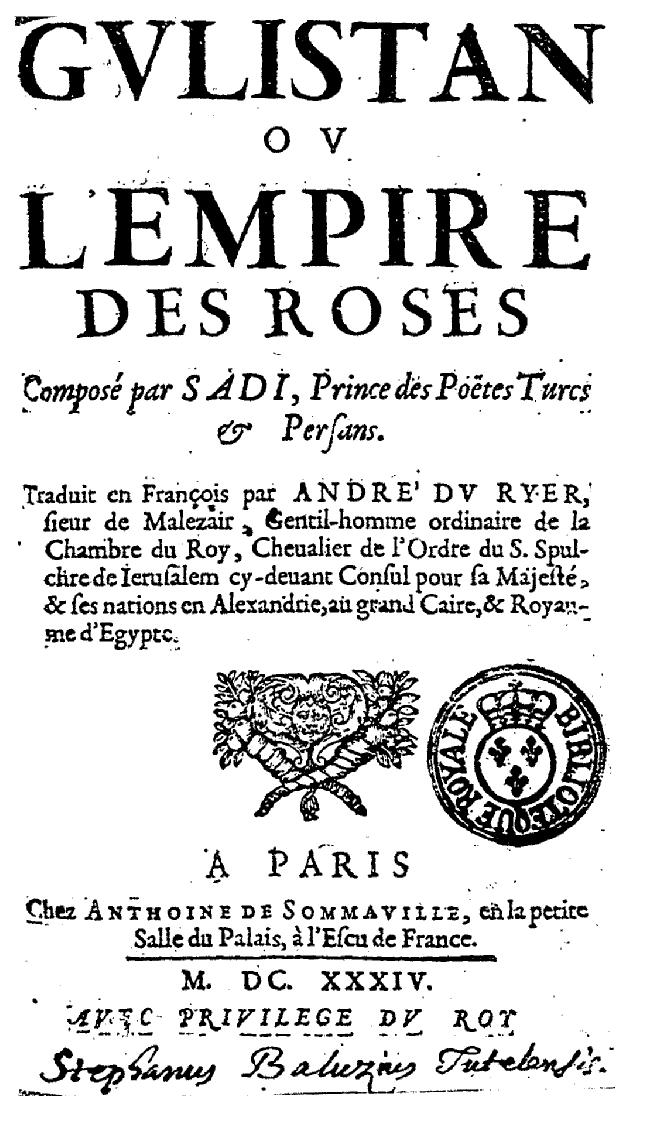
Couverture du Gulistan ou l'Empire des roses du poète Saadi, première traduction par Du Ryer en 1634.
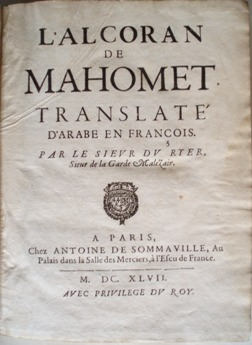
Couverture de L'Alcoran de Mahomet, traduction du Coran par Du Ryer en 1647.

## Œuvre
- L'Alcoran de Mahomet, translaté d'arabe en français par le sieur Du Ryer,... , Éd. : A. de Sommaville (Paris), 1647, en ligne sur Gallica
- L'Alcoran de Mahomet. Tome 1 . Traduit de l'arabe par André Du Ryer, sieur de La Garde Malezair, avec la traduction des Observations historiques & critiques sur le mahométisme mises à la tête de la version angloise de M. George Sale. Nouvelle édition. Qu'on a augmentée d'un Discours préliminaire extrait du nouvel ouvrage anglois de M. Porter,... en ligne sur Gallica